# ブルゴーニュ公一覧
ブルゴーニュ公一覧（ブルゴーニュこういちらん）では、ブルゴーニュ公（仏：duc de Bourgogne）の称号を持っていた諸侯、君主、王族などを全て挙げる。ブルゴーニュ伯と混同してはならない。
同地はナポレオン戦争を経てネーデルラント連合王国となり、19世紀中にネーデルランド王国（オランダ）、ベルギー王国、ルクセンブルク大公国に分裂したため公位は有名無実化した。神聖ローマ皇帝フランツ2世以降は儀礼的な称号としてのみ存続したが、第1次世界大戦後のオーストリア革命により帝政が廃止された。1975年、フランコ独裁後にスペインが王政復古した後、スペイン君主の称号に「ブルゴーニュ公」が含まれている。

## ボゾン家（アルデンヌ伯家）
- リシャール　（898年 - 921年)（正義公）
- ラウール　（921年 - 923年)
- ユーグ黒公　（923年 - 952年）

## ヴェルジー家
- ジルベール　（952年 - 956年）
- ユーグ大公　（956年 - 956年）死去する数週間前に即位、死後は次男オトンが相続。

## ロベール家（カペー家）
- オトン　（956年 - 965年）
- アンリ1世　（965年 - 1002年）（偉大公）

## ブルゴーニュ＝イヴレ家（イヴレーア家）
- オット＝ギヨーム　（1002年 - 1004年）

1004年 - 1032年フランス王国に統合。

## カペー＝ブルゴーニュ家
- ロベール1世　（1032年 - 1076年）（老公）
- ユーグ1世　（1076年 - 1079年）
- ウード1世　（1079年 - 1103年）（赤毛公）
- ユーグ2世　（1103年 - 1143年）（平和公）
- ウード2世　（1143年 - 1162年）
- ユーグ3世　（1162年 - 1192年）
- ウード3世　（1192年 - 1218年）
- ユーグ4世　（1218年 - 1271年）
- ロベール2世　（1271年 - 1306年）
- ユーグ5世　（1306年 - 1315年）
- ウード4世　（1315年 - 1349年）
- フィリップ1世　（1349年 - 1361年）

1361年 - 1363年フランス王国に統合。

## ヴァロワ＝ブルゴーニュ家
- フィリップ2世　（1363 - 1404年）　Philippe le Hardi　（豪胆公、大胆公、豪勇公）
- ジャン1世　（1404年 - 1419年）　Jean sans peur　（無怖公、無畏公）
- フィリップ3世　（1419年 - 1467年）　Philippe le Bon　（善良公）
- シャルル1世　（1467年 - 1477年）　Charles le Téméraire　（突進公、勇胆公、無鉄砲公、猪突公）
- マリー　（1477年 - 1482年）

## ハプスブルク家/スペイン・ハプスブルク家
- マクシミリアン1世　（マリーと共治：1477年 - 1482年、フィリップ4世の摂政：1482年 - 1494年）
- フィリップ4世　（1482年 - 1506年）　Philippe le Beau　（美公、端麗公）
- シャルル2世　（1506年 - 1556年）　スペイン王カルロス1世、神聖ローマ皇帝カール5世
- フィリップ5世　（1555年 - 1598年）　スペイン王フェリペ2世
- フィリップ6世　（1598年 - 1621年）　スペイン王フェリペ3世
- フィリップ7世　（1621年 - 1665年）　スペイン王フェリペ4世
- シャルル3世　（1665年 - 1700年）　スペイン王カルロス2世

## スペイン・ブルボン家
- フィリップ8世　（1700年 - 1706年）　スペイン王フェリペ5世

## オーストリア・ハプスブルク家/ハプスブルク＝ロートリンゲン家
- シャルル4世　（1713年 - 1740年）　神聖ローマ皇帝カール6世
- マリー・テレーズ　（1740年 - 1780年）　ハンガリー女王・ボヘミア女王マリア・テレジア
- ジョゼフ　（1780年 - 1790年）　神聖ローマ皇帝ヨーゼフ2世
- レオポルド　（1790年 - 1792年）　神聖ローマ皇帝レオポルト2世
- フランソワ　（1792年 - 1795年）　神聖ローマ皇帝フランツ2世

## フランス・ブルボン家
- ルイ　（生没年：1682年 - 1712年）　フランス王ルイ14世の長男・王太子ルイ（グラン・ドーファン）の息子、ルイ15世の父。
- ルイ　（生没年：1751年 - 1760年）　ルイ15世の長男、王太子ルイ・フェルディナンの長男。夭折。ルイ16世の兄。